# El roig i el blanc
El roig i el blanc (hongarès: Csillagosok, katonák) és una pel·lícula del 1967 dirigida per Miklós Jancsó que tracta sobre la guerra civil russa.
La producció del film -russo-hongaresa- havia sigut inicialment concebuda per celebrar el 50è aniversari de la Revolució d'Octubre, mitjançant la qual els bolxevics van prendre el poder a Rússia. Això no obstant, Jancsó va decidir ubicar la història del film el 1919 (dos anys després de la revolució) i va elaborar un guió centrat en els combatents hongaresos que van donar suport a l'Exèrcit Roig en la seva lluita contra les tropes tsaristes del contrarevolucionari Exèrcit Blanc, amb els turons al llarg del riu Volga com a escenari del camp de batalla. Així mateix, el director hongarès es va desviar també del missatge central pel qual el film inicialment havia estat concebut i, lluny de fer una obra apologètica de la Revolució d'Octubre i d'exaltació dels valors comunistes, l'antiheroic film resultant expressa sobretot l'absurda brutalitat de la fratricida conflagració bèl·lica russa i es qüestiona en general el sentit de tot conflicte armat.
La pel·lícula havia de competir per la Palma d'Or al Festival de Canes de 1968. Això no obstant, el certamen va ser finalment cancel·lat degut als esdeveniments del Maig francès.

## Acollida
Com a conseqüència de la radical modificació del missatge final de la història, la pel·lícula de Jancsó no va ser ben rebuda a l'URSS, qui primerament va reeditar l'obra del director hongarès per tal de donar-li una pinzellada d'heroïsme i més tard va ser directament prohibit. A Hongria i als països occidentals, per contra, la cinta va ser rebuda favorablement i va ser projectada a les sales de molts països (el primer dels quals va ser els EUA el 20 de setembre de 1968).
El roig i el blanc és una de les obres més aclamades i conegudes de Jancsó. No obstant això, la pel·lícula no ha quedat lliure de crítiques i els detractors retreuen al cineasta hongarès el to confús del film, al qual a vegades no és fàcil de seguir degut a la manca d'un protagonista principal i a l'absència dels trets convencionals propis del cinema bèl·lic. Per exemple, el fim té una mancança d'escenes d'acció i compta amb molts plans llunyans en detriment de primer plans. Aquest fet introdueix incertesa a les escenes i arriba a posar dubtes sobre el destí dels protagonistes. Per altra banda, són exactament aquests peculiars trets del film els que han sigut lloats per la crítica favorable a l'obra de Jancsó: la intencionada incertesa contribueix precisament a posar de manifest l'absurditat de la guerra alhora que evita la identificació emocional de l'espectador amb cap dels dos bàndols confrontats. Aquesta cerca de la neutralitat ideològica i la persecució de la imparcialitat confereixen un cert to mecànic i fred a la desimplicada pel·lícula. Aquest punt de vista és no obstant mantingut sovint a les pel·lícules antibèl·liques, les quals adopten freqüentment un similar llenguatge visual i se serveixen de les mateixes tècniques i convencions narratives.
Una postura molt més consensuada per part de la crítica la constitueix sens dubte el magistral ús dramàtic del Cinemascope en blanc i negre, aconseguint composicions estilitzades i elegants moviments de càmera, l'autor de les quals és el cinematògraf Tamás Somló. Aquesta mateixa tècnica va ser posteriorment utilitzada per Jancsó en pel·lícules com "Salm roig" (Még kér a nép, 1971), on abunda un llenguatge visual més dramàtic aconseguit mitjançant preses més llargues, moviments de càmera i una composició visual més estilitzada que frega el simbolisme.